# Robert Lucas (hudebník)
Robert Lucas (25. července 1962 – 23. listopadu 2008) byl americký bluesový hudebník. Narodil se v kalifornském Long Beach, na foukací harmoniku začal hrát ve třinácti letech a o dva roky k ní přidal ještě slide kytaru. V roce 1994 se stal členem skupiny Canned Heat, ve které působil následujících šest let; v roce 2005 se opět stal členem skupiny a vystupoval s ní až do své smrti. Zemřel v roce 2008 na předávkování drogami ve věku 46 let. Během své kariéry spolupracoval i s dalšími hudebníky, mezi které patří například Big Joe Turner nebo Percy Mayfield. Rovněž vydal několik sólových alb.

## Diskografie

### Sólová
- Across the River (1989)
- Usin' Man Blues (1990)
- Built for Comfort (1992)
- Layaway (1994)
- Completely Blue (1997)

### sCanned Heat
- Canned Heat Blues Band (1996)
- Boogie 2000 (1999)
- Friends in the Can (2003)
- Christmas Album (2007)